# Grazielia
Grazielia é um género botânico pertencente à família Asteraceae.